# Quedlinburg (zámek)
Městský zámek Quedlinburg (německy Quedlinburger Stadtschloss, také známý jako Hagensches Freihaus) se nachází u východního vstupu do historického centra Quedlinburgu. Zámek je typickým příkladem městského paláce z období renesance. Šlechtické sídlo, které je dnes využíváno jako hotel, je součástí světového dědictví UNESCO ve městě Quedlinburg.

## Architektura
Výstavní průčelí s volutovými štíty a vikýři na Bockstraße doplňuje nápadná nárožní věž s bání. V prostoru nádvoří se nachází další schodišťová věž s točitým schodištěm, kam je dnes přístup přes hotelovou oranžerii, a dále náročně řešený vstupní portál se sedacími nikami a pilastrovým orámováním.
Uvnitř je částečně zachovalý a restaurovaný interiér s dřevěnými stropy a obložením s bohatými intarziemi. Spodní řada oken byla postavena do výše 3,50 m, protože před zámkem stály tehdy městské hradby starého města. Za zmínku stojí také dveře v krbové místnosti domu, nyní známé jako salonek. Ty byly v době stavby dodány přímo z drážďanského Zwingeru.

## Historie
V letech 1564-1566 nechal správce magdeburského arcibiskupství Christoph von Hagen (1538-1572) postavit na prominentním místě v Quedlinburgu, v bezprostřední blízkosti přechodu ze starého do nového města, zámek s renesančním průčelím, velkolepými ornamenty a stropními konstrukcemi ze dřeva a schody vytesanými z pískovce. Zámek se později dočkal nejrůznějšího využití. Kapitán kláštera Christoph Vitzthum von Eckstedt sídlil na tomto zámku minimálně od roku 1630. Přilehlou část městských hradeb mohl sice zbořit, ale musel se zavázat, že bude neustále udržovat v pořádku břehové zdi mlýnského náhonu před nimi. Od roku 1816 byla severní část prvním sídlem landráta okresu Quedlinburg.
V minulosti se v komplexu budov nacházel okresní úřad i lékařské ordinace a obchody. Naposledy byla stavba využívána pro obytné účely. V letech 2002-2004 po několika letech opuštěnosti byl zámek rekonstruován. Výsledkem těchto prací bylo uvedení do původního stavu. Dvě boční křídla čtyřhvězdičkového hotelu, který byl otevřen v srpnu 2004, byla postavena jako novostavba. Dnes hotel patří společnosti Precise Hotel Collection a je provozován pod názvem Wyndham Garden Quedlinburg Stadtschloss.